# Raposa-de-darwin
A raposa-de-darwin (Lycalopex fulvipes) é um pequeno canídeo endêmico do Chile.  É encontrado principalmente em duas populações distintas, a maior delas na Ilha Grande de Chiloé, e a menor no Parque Nacional Nahuelbuta (Região de Araucanía) e Cordilheira Costeira Valdiviana (Região de Los Ríos) no Chile continental.
A raposa-de-darwin foi coletada pela primeira vez em Chiloé, na costa do Chile, pelo naturalista Charles Darwin, em 1834. Há muito tempo se sustentava que a raposa-de-darwin era uma subespécie da raposa-cinzenta-argentina (L. griseus); no entanto, a descoberta de uma pequena população de raposas-de-Darwin no Parque Nacional de Nahuelbuta em 1990 e análises genéticas subsequentes esclareceram o status da raposa como uma espécie única. Em 2012 e 2013, a presença da raposa de Darwin no Parque Oncol, no Parque Nacional Alerce Costero e na Reserva Costeira Valdiviana foi confirmada por meio de armadilhas fotográficas.
Até 2008 a espécie era classificada como criticamente em perigo de extinção, devido à baixa quantidade de indivíduos e à restrição de mais de 90% de sua população em uma região isolada. Porém, novas observações mostraram que sua extensão territorial é muito maior do que se pensava, tendo sido reclassificado em 2016 como em perigo, um nível a menos no grau de ameaça.

## Descrição

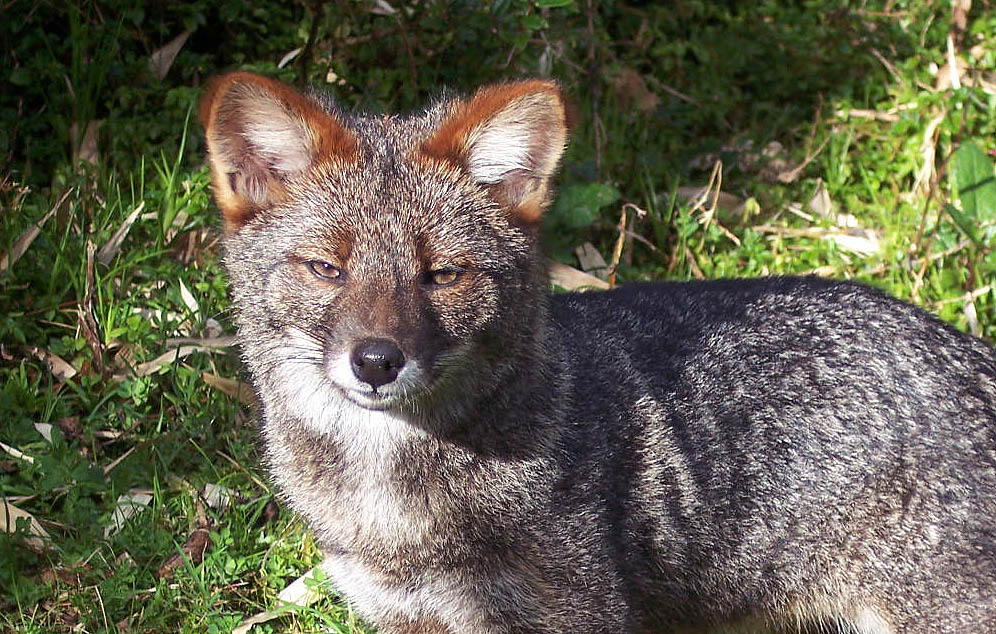
Macho de Lycalopex fulvipes na costa oeste de Chiloé.

As raposas-de-Darwin são caracterizadas por suas pernas curtas, corpo alongado e cauda curta e espessa. Sua pelagem é uma mistura de preto e cinza com marcas avermelhadas nas orelhas e ao longo da parte inferior das pernas. Manchas brancas ou claras podem ser encontradas sob o queixo e ao longo da barriga. É um animal de pequeno porte, pesando entre 1,8 a 3,95 kg, tem um comprimento da cabeça e do corpo de 48 a 59 cm e uma cauda que é de 17,5 a 25,5 cm.
Os indivíduos são ativos durante o dia e à noite, sem variação entre os sexos. Os indivíduos são solitários fora da época de reprodução. As raposas-de-Darwin parecem não ser territoriais.
A raposa-de-darwin tem um comportamento alimentar generalista e oportunista, se alimentando de insetos, crustáceos, aves, anfíbios, répteis, pequenos mamíferos, frutas e sementes. Às vezes, come carniça, mas come principalmente animais vivos e frutas. Embora as raposas-de-Darwin possam se reunir no local de uma carcaça, elas são principalmente caçadores solitários.

## Distribuição e habitat
A raposa-de-darwin é endêmica ao Chile, ocorrendo em toda a floresta costeira temperada em pelo menos três populações distintas: duas populações pequenas e isoladas localizadas no Parque Nacional Nahuelbuta (Região de Araucanía) e na Cordilheira Costeira Valdiviana (Região de Los Ríos), contendo cerca de 230 indivíduos maduros. A terceira metapopulação é localizada na Ilha de Chiloé, composta por cerca de 415 indivíduos maduros.
Com o uso de armadilhas fotográficas, a presença de uma população de raposa-de-darwin foi confirmada no Parque Oncol, no Parque Nacional Alerce Costero e na Reserva Costeira Valdiviana, na região de Los Ríos.
As primeiras pesquisas em Nahuelbuta sugeriram que as raposas-de-Darwin estavam associadas à floresta densa; dados mais recentes indicam que são encontradas com mais frequência na floresta densa de Araucaria-Nothofagus, floresta aberta de Nothofagus e ocasionalmente em pastagens abertas. Em Chiloé, as raposas usam uma variedade de habitats, tanto florestas secundárias e cerrados de acordo com a disponibilidade, florestas antigas menos do que o esperado e que o uso das dunas variava entre os indivíduos.

## Conservação
Esta espécie é considerada um dos carnívoros mais ameaçados do mundo devido à destruição de seu habitat, ataques de cães e do perseguição de avicultores, que a consideram uma ameaça às suas galinhas. Além disso, tem havido relatos de turistas em parques nacionais sequestrando e matando espécimes.
A população total é estimada entre 650 e 2.500 espécimes, continuando a diminuir..  Esta espécie encontra-se protegida, proibindo a caça ou captura em todo o território nacional, sendo também classificada como uma espécie benéfica para a atividade silvoagropecuária e benéfica para a manutenção do equilíbrio dos ecossistemas naturais. De acordo com as projeções da distribuição da espécie, os efeitos das mudanças climáticas produziriam um aumento da área em que esta espécie poderia habitar.
A espécie foi anteriormente classificada como Criticamente Ameaçada pela IUCN, mas em 2016 foi rebaixada para Ameaçada, já que suas ocorrências de área são aparentemente substancialmente maiores do que originalmente se acreditava.  As estimativas atuais da população total ainda são baixas, com um mínimo estimado de 227 indivíduos no continente e 412 na Ilha de Chiloé. A fragmentação da floresta adjacente ao parque nacional e na ilha é uma preocupação para sua conservação, e os cães selvagens podem representar a maior ameaça à sua sobrevivência, espalhando doenças ou atacando diretamente. A perseguição por pessoas que pensam que as raposas atacam aves domésticas, embora representem pouca ameaça, também é um problema potencial.